# Groupement hospitalier de territoire
Ne doit pas être confondu avec Communauté hospitalière de territoire.
Pour les articles homonymes, voir GHT.
Un groupement hospitalier de territoire (GHT) est, dans le système hospitalier en France, un dispositif qui régit la coopération entre plusieurs établissements publics de santé d'un même territoire. Ce dispositif a été créé par la loi de modernisation du système de santé en 2016.
Ils sont définis dans les articles L6132-1 à L6132-7 et R6132-1 à R6132-24 du code de la santé publique. Les GHT n'ont pas la personnalité morale.

## Création
En 2014, Marisol Touraine, ministre des Affaires sociales, de la Santé et des Droits des femmes, a diligenté une mission ministérielle relative à la mise en œuvre des groupements hospitaliers de territoire.
Dans la lettre de mission du 17 novembre 2014, il est spécifié que « la création des GHT procède d'une double volonté : faire en sorte que les établissements publics de santé d'un même territoire définissent une stratégie de prise en charge partagée autour d'un projet médical commun et gèrent ensemble certaines fonctions transversales (systèmes d'informations, fonction achat, plans de formation, etc.) »
La création des GHT est prévue par la loi de santé 2016. La définition, les objectifs et les modalités de constitution de ces entités, sont décrits dans l'article 107 du projet de loi de modernisation du système de santé, adopté par l'Assemblée nationale le 17 décembre 2015 et promulgué le 26 janvier 2016. Le décret d'application est pris le 27 avril 2016.
Le 5 juillet 2016,  Marisol Touraine officialise la création de 135 groupements hospitaliers de territoire.

## Liste de GHT
- Groupement hospitalier de territoire du Loiret
- Groupement hospitalier de territoire Basse-Alsace Sud-Moselle
- Groupement hospitalier de territoire Nord Ouest Vexin Val-d'Oise
- Groupement hospitalier de territoire Grand Paris Nord Est